# Miha Debevec (harmonikar)
Miha Debevec (23. november 1978, Rakitna) je slovenski harmonikar in večkratni absolutni zmagovalec nekaterih najprestižnejših tekmovanj na svetu v igranju na diatonično harmoniko ter univerzitetni diplomirani kulturolog (2003, FDV).